# Sukodermo
Sukodermo is een bestuurslaag in het regentschap Pasuruan van de provincie Oost-Java, Indonesië. Sukodermo telt 1724 inwoners (volkstelling 2010).